# Velika Erpenja
 Velika Erpenja  falu Horvátországban Krapina-Zagorje megyében. Közigazgatásilag Veliko Trgovišćéhez tartozik.

## Fekvése
Zágrábtól 32 km-re északra, községközpontjától  8 km-re északnyugatra Horvát Zagorje területén és a megye délnyugati részén fekszik. 

## Története
A település nevének érdekessége, hogy az a magyar "eper" főnévből származik, horvát torzítással és helynévraggal. Horvátul ugyanis valójában "Veliki Jagodnjak" lenne az eper horvát neve alapján. 
A Háromkirályok tiszteletére szentelt temploma 1650-ben épült és építése idején a jezeroi plébánia filiája volt. Építtetője egyben kegyura gróf Erdődy Miklós az uradalom birtokosa volt. 1789-ben Maksimilijan Vrhovac püspök a zágrábi püspökség területén 104 új plébániát alapított, köztük a veliko eprenjai plébániát is. Plébánosa 1790. február 2-án már el is foglalta új állomáshelyét. A régi fából épített plébánia 1796-ban épült. A 19. század elején lebontották a templom régi fa harangtornyát és újat építettek helyette, melyet rézlemezekkel fedtek be. Ugyanebben az időben készült el az új tetőszerkezet és a kórus is, a sekrestye felett pedig oratóriumot építettek. 1804-ben a hívek adományából elkészült a templom főoltárképe, a ma is látható oltárképet Ivan Bayer festette és a plébánia 1847-ben vásárolta. Orgonáját szintén 1847-ben vásárolták, Petar Rumpell jlubljanai műhelyében készült nyolc regiszterrel. A szentélyt 1848 júliusában Ivan Decorlij Štajerac festette ki. A temetőt 1846-ban létesítették, addig a hívek közvetlenül a templom köré temetkeztek. Mára a templom mellett csak három sír maradt, köztük a horvát himnusz költője édesanyjának a sírja.
A településnek 1857-ben 224, 1910-ben 275 lakosa volt. Trianonig Varasd vármegye Klanjeci járásához tartozott.  2001-ben 120 lakosa volt. 

## Nevezetességei
- A Háromkirályok tiszteletére szentelt temploma[2] 1650-ben épült barokk stílusban. Főoltára fából készült, felső részén látható a fára festett oltárkép. A templomnak ezen kívül még három oltára van. A Mária Szeplőtelen Szíve oltáron a Szűzanya szobra áll karján a kis Jézussal. A másik két oltárnak festett oltárképe van, Xavéri Szent Ferenc és Szent Izidor tiszteletére vannak szentelve. A templomnak értékes faragott fa padsora van, melyet a kulturális minisztérium védetté nyilvánított.

- A templom mellett található Justina Mihanović Petropoljskának, Antun Mihanović a horvát himnusz költője édesanyjának a sírja, rajta Ivo Kerdić "Horvát anya" című szobrával.

- A templom közelében áll a régi iskola 1842-ben létesített épülete, a legrégibb iskolaépület ezen a vidéken.

## Külső hivatkozások
- Veliko Trgovišće község hivatalos oldala
- A plébánia honlapja